# Akatalazja
Akatalazja (choroba Takahary, ang. acatalasia, Takahara disease) – rzadka choroba metaboliczna spowodowana brakiem białka enzymu katalazy w erytrocytach i fibrocytach. Jest dziedziczona w sposób autosomalny recesywny. W stosunku do częstości występowania w innych rejonach świata choroba ta jest częsta w populacji japońskiej (heterozygoty stanowią tam 0,09–1,4%). Przyczyną akatalazji jest mutacja w genie katalazy w locus 11p13.
Do objawów choroby należą owrzodzenia podudzi, owrzodzenia błony śluzowej jamy ustnej, skłonność do wczesnego wypadania zębów, martwica języka i migdałków. 
Chorobę jako pierwszy opisał w 1948 roku japoński otolaryngolog, Shigeo Takahara.